# Nobunaga Shimazaki
Nobunaga Shimazaki (島﨑 信長, Shimazaki Nobunaga, Miyagi, 6 de dezembro de 1988) é um dublador japonês afiliado a  Aoni Production.

## Filmografia

### Anime
2009
- Anyamaru tantei Kiruminzuu (Hayate Chii)

2010
- SD Gundam Sangokuden Brave Battle Warriors (Son Ken Gundam)
- Giant Killing (Shingo Yano)

2011
- Battle Spirits: Heroes (Antony Stark)
- Fate/Zero (Assassino, ep 3)
- Nurarihyon no Mago (Te no Me)
- Sekai-ichi Hatsukoi (editor, ep 1; convidado, ep 6)
- Sekai-ichi hatsukoi 2 (editor)
- Shakugan no Shana III (Final) (Orobas)
- Sket Dance (Eiichi Hiraizumi, ep 33-34)

2012
- Ano Natsu de Matteru (Kaito Kirishima)
- Kuroko no Basket (Ryō Sakurai)
- Tari Tari (Taichi Tanaka)
- Suki-tte Ii na yo (Kenji Nakanishi)

2013
- Date A Live (Shidō Itsuka)
- Photo Kano (Kazuya Maeda)
- Free! (Haruka Nanase)
- Pupa (Utsutsu Hasegawa)
- Ace of Diamond (Satoru Furuya)
- Kuroko no Basket (Ryō Sakurai)

2014
- Kenzen Robot Daimidaler (Kōichi Madanbashi)
- Pupa (Utsutsu Hasegawa)
- Kuroko's Basket (Ryō Sakurai)
- Buddy Complex (Tarjim Vasily)
- Nobunagun (Mahesh Mirza/Mahatma Gandhi)
- Nobunaga the Fool (Oda Nobukatsu)
- Date A Live II (Shidō Itsuka)
- Soredemo sekai wa utsukushii (Livius I)
- Glasslip (Yukinari Imi)
- Free! Eternal Summer (Haruka Nanase)
- Buddy Complex kanketsu-hen: ano sora ni kaeru mirai de (Tarjim Vasily)
- Ōkami Shōjo to Kuro Ōji (Yoshito Kimura)
- Kiseijū (Shin'ichi Izumi)
- Ore, twintail ni narimasu. (Sōji Mitsuka)
- Orenchi no furo jijō (Tatsumi)

2015
- Sōkyū no Fafner: Exodus (Mikado Reo)
- Ore Monogatari!! (Makoto Sunakawa)[4]
- Mikagura gakuen kumikyoku (Shigure Ninomiya)
- Vampire Holmes (Hudson)
- Aquarion Logos (Akira Kaibuki)